# Agustín Edwards Mac-Clure
Agustín Edwards Mac-Clure (Santiago del Cile, 17 giugno 1878 – Santiago del Cile, 18 giugno 1941) è stato un imprenditore, politico e diplomatico cileno, roccaforte del Partito Nazionale e fondatore dei giornali El Mercurio de Santiago, La Estrella de Valparaíso, El Mercurio de Antofagasta, La Segunda de Santiago, Las Ultimas Noticias, tutti discendenti di El Mercurio de Valparaíso. Fu deputato della Repubblica per quattro periodi consecutivi, tra il 1900 e il 1912. Fu anche ministro di Stato durante i governi di Germán Riesco e Pedro Montt e fu ambasciatore del suo paese in Europa e negli Stati Uniti.
Nel 1922, fu eletto Presidente dell'Assemblea della Società delle Nazioni. Fu perseguitato e vessato come oppositore durante il primo governo del generale Carlos Ibáñez del Campo (1927-1931).

## Biografia
Edwards Mac-Clure fu uno dei nove figli del ricco banchiere e uomo d'affari Agustín Edwards Ross e di Luisa Mac-Clure Ossandón. Fu il fratello del deputato Raúl Edwards Mac-Clure e nipote del senatore Arturo Edwards Ross. Gli Edward appartenevano all'oligarchia politica di Santiago.
Edwards Mac-Clure dimostrò fin dall'infanzia di possedere una spiccata intelligenza e capacità relazionali, qualità che, sommate alla sua attenta educazione, fortuna e lignaggio sociale, lo avrebbero portato a sviluppare una grande carriera nella sfera politica, educativa ed economica in Cile. Fece gli studi primari presso il Colegio de los Padres Franceses de Valparaíso e quelli umanistici presso il Colegio San Ignacio de Santiago, appartenente alla Compagnia di Gesù.
Laureatosi in Lettere, iniziò a studiare Giurisprudenza, ma poi rimandò gli studi per viaggiare in Europa con i suoi genitori nel 1896. Seguì corsi di economia in Francia e iniziò attività bancarie, commerciali ed economiche per le quali aveva grandi doni. Al suo ritorno in Cile nel 1897, iniziò a lavorare come segretario del direttore della Banca del Cile e socio attivo della Banca di A. Edwards a Valparaíso.

## Fondazione di giornali
Nel 1900, Edwards Mac-Clure iniziò la fondazione di El Mercurio de Santiago, il 1 giugno 1900. In questa azienda utilizzò un dipendente di fiducia di suo padre, il giornalista veterano Eloy T. Caviedes , che aveva praticamente iniziato la sua carriera e ha coperto importanti avvenimenti del secolo scorso di El Mercurio de Valparaíso, che ha strutturato l'azienda e ne è stato anche il primo addetto stampa.
Nel 1901 si recò negli Stati Uniti per conoscere il sistema di stampa presso il quotidiano New York Herald , sospendendo temporaneamente la sua attività politica e giornalistica.
Nel 1904 lanciò Las Últimas Noticias , nel 1906 El Mercurio de Antofagasta e successivamente le riviste: Zig-Zag , Selecta , Familia , Corre Vuela e El Peneca , nel 1908. Nel 1921 fondò La Estrella de Valparaíso . La maggior parte dei giornali sopravvive fino ad oggi.

## Attività pubblica

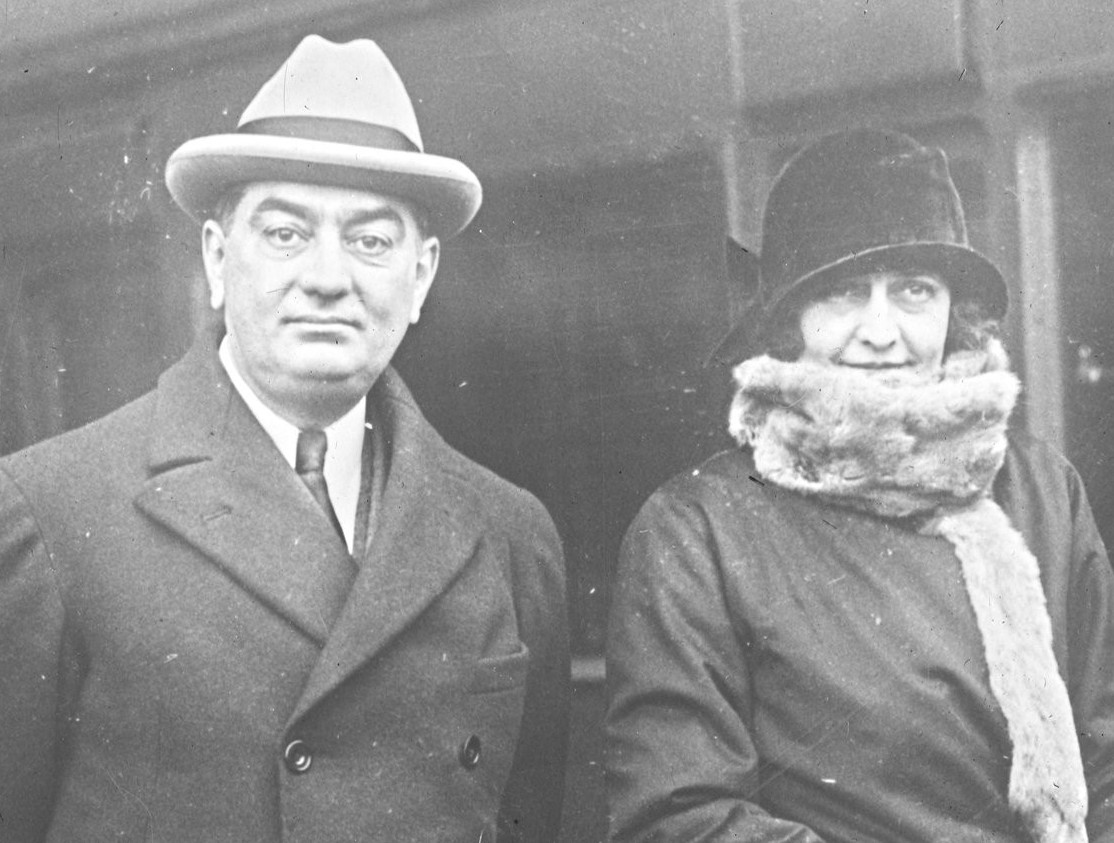
Agustín Edwards Mac-Clure e sua moglie nel 1924

Fu deputato per quattro mandati consecutivi, dal 1900 al 1910, in rappresentanza del Partito Nazionale . Nel 1900, all'età di 22 anni, fu eletto deputato di Quillota e Limache , per il periodo 1900-1903. Il 14 novembre 1902 fu nominato primo vicepresidente della Camera. Fu membro della Commissione Permanente delle Finanze e dell'Industria.
Nel 1903 fu rieletto per la stessa zona, per il periodo 1903-1906. Fu un sostituto della Commissione Permanente per le Relazioni Estere e fu membro della Commissione Permanente per le Finanze, di cui fu presidente.
Nel 1906 ottenne una terza rielezione per Limache e Quillota , per il periodo 1906-1909. Fu sostituto nella Commissione Permanente delle Relazioni Estere e nella Commissione della Pubblica Istruzione. Il 31 agosto 1907 accettò la carica di ministro plenipotenziario negli Stati Uniti e in Messico , per la quale fu sostituito il 15 ottobre dello stesso anno.
Nel 1909 fu rieletto per la stessa zona, per il periodo 1909-1912. Fu membro della Commissione Permanente per le Relazioni Estere. Nel novembre 1910 accettò l'incarico di ministro plenipotenziario in Gran Bretagna e il 21 dicembre dello stesso anno José Manuel Larraín Valdés si unì al suo sostituto.
Fu nominato Ministro degli Affari Esteri, del Culto e della Colonizzazione durante l'amministrazione di Germán Riesco . Durante la presidenza di Pedro Montt ricoprì nuovamente lo stesso incarico e anche quello di ministro degli Interni . Come cancelliere dovette negoziare la pace con la Bolivia , ancora in stato di belligeranza con il Cile dopo la guerra del Pacifico .
Come ministro plenipotenziario del Cile presso il Regno Unito nel 1910, ebbe una prestazione eccezionale negli sforzi preliminari del plebiscito che si sarebbe tenuto per chiarire la questione di Tacna e Arica con il Perù .
Edwards fu eletto presidente dell'Assemblea Generale della Società delle Nazioni, carica che mantenne dal 1922 al 1923.
Nel 1925, il 23 gennaio, ci fu un tentativo di colpo di stato guidato dall'allora maggiore Carlos Ibáñez del Campo, la cui azione stava per scatenare una guerra civile. Questa grave situazione fu superata grazie alla mediazione di Agustín Edwards Mac-Clure, e il risultato fu il Consiglio di Governo che sarebbe rimasto in carica fino al ritorno al potere di Arturo Alessandri Palma.
Morì all'età di 63 anni, il 18 giugno 1941, nella sua residenza situata nel Palazzo Errázuriz Urmeneta (Avenida Libertador Bernardo O'Higgins 1656). I funerali si svolsero il 20 giugno, dopo una messa celebrata a casa di Edwards dall'allora rettore dell'Università Cattolica del Cile, monsignor Carlos Casanueva; successivamente fu trasferito e sepolto nel Cimitero Generale.

## Vita privata
Nel 1898, Agustín Edwards Mac-Clure sposò Olga Budge Zañartu, dalla quale ebbe un unico figlio, Agustín Edwards Budge.

## Riconoscimenti
- Premio Maria Moors Cabot: 1940[4]